# Berengaria portugalska

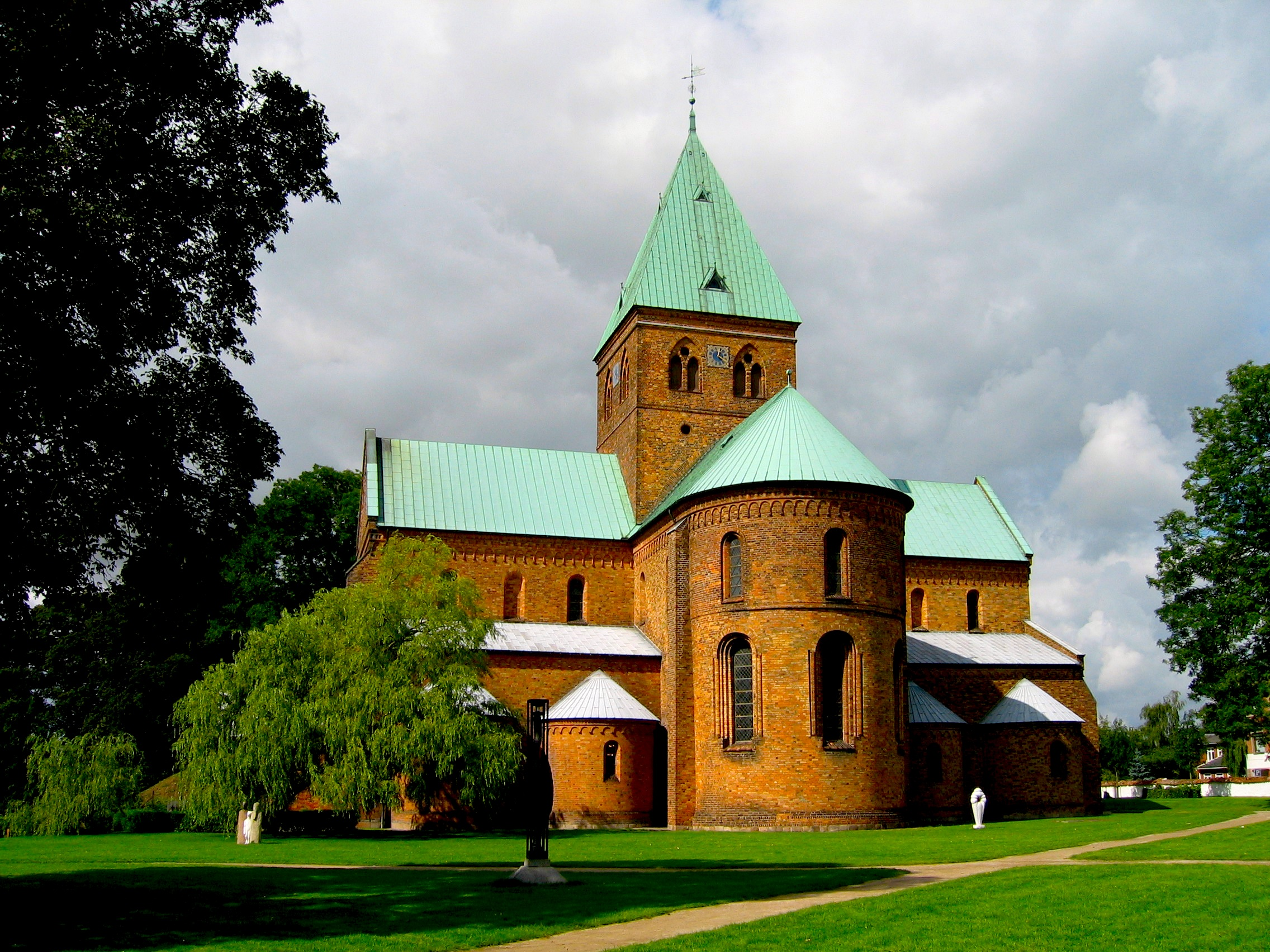
Kościół św. Benedykta w Ringsted, gdzie pochowano królową Berengarię

Berengaria portugalska (duń. Berengaria af Portugal)  (ur. ok. 1195, zm. 27 marca 1221 roku) – infantka portugalska, królowa Danii.

## Życiorys
Była piątą córką króla Portugalii, Sancha I i królowej Dulce Berenguer (młodsza była tylko Mafalda) i drugą żoną króla duńskiego Waldemara II. Matka duńskich królów: Eryka IV, Abla i Krzysztofa I oraz Zofii (1217–1247), która poślubiła margrabiego Brandenburgii Jana I (1213–1266).
Berengaria został przedstawiona na dworze przez Ingeborgę, królową Francji i siostrę Waldemara. Król poślubił ją w 1214 roku. Pierwsza żona Waldemara, księżniczka czeska Małgorzata, znana jako królowa Dagmar, była niebieskooką blondynką, ogromnie popularną wśród ludu. Berengaria była jej przeciwieństwem – ciemnooka, z kruczoczarnymi włosami. Duńczycy układali pieśni na cześć nowej i pięknej królowej. Obwiniali ją jednak o zwiększenie podatków przez jej męża, które szły na jego działania wojskowe. Trudno jest jednak wobec braku wiarygodnych źródeł pisanych zweryfikować te zarzuty. Poza tym, ludność wciąż pamiętała dobrą królową Dagmar, przez co Berengarii nie było łatwo zaskarbić sobie sympatię poddanych.
Berengaria zmarła w połogu w 1221 roku. Jej ciało złożone zostało w kościele św. Benedykta w Ringsted, gdzie później pochowano również jej męża, króla Waldemara II. Interesujący się archeologią król Danii Fryderyk VII kazał w 1855 roku otworzyć grób Berengarii. W środku znaleziono szkielet kobiety, resztki jedwabnych szat i warkocz królowej.